# Meczet w Wilnie
Meczet w Wilnie – nieistniejąca obecnie świątynia tatarska, znajdująca się na wileńskich Łukiszkach, zbudowana w XVII wieku, zniszczona w czasach radzieckich. 

## Historia
Drewniany meczet, wokół którego znajdował się łukiski cmentarz muzułmański, wzniesiono jeszcze w XVII wieku. Na początku XX stulecia wzorując się na Mińsku planowano budowę murowanej świątyni tatarskiej – jej projekt opracował inż. Stefan Kryczyński, jednak te zamysły pokrzyżował wybuch I wojny światowej. 
20 czerwca 1930 roku wileński meczet odwiedził prezydent Mościcki wraz z wojewodą wileńskim Władysławem Raczkiewiczem. W roli muezina wystąpił wówczas przedstawiciel nowogródzkiej gminy Bekir Rodkiewicz. 
Po II wojnie światowej władze Litewskiej SRR zdecydowały o zrównaniu z ziemią zabytkowej świątyni.

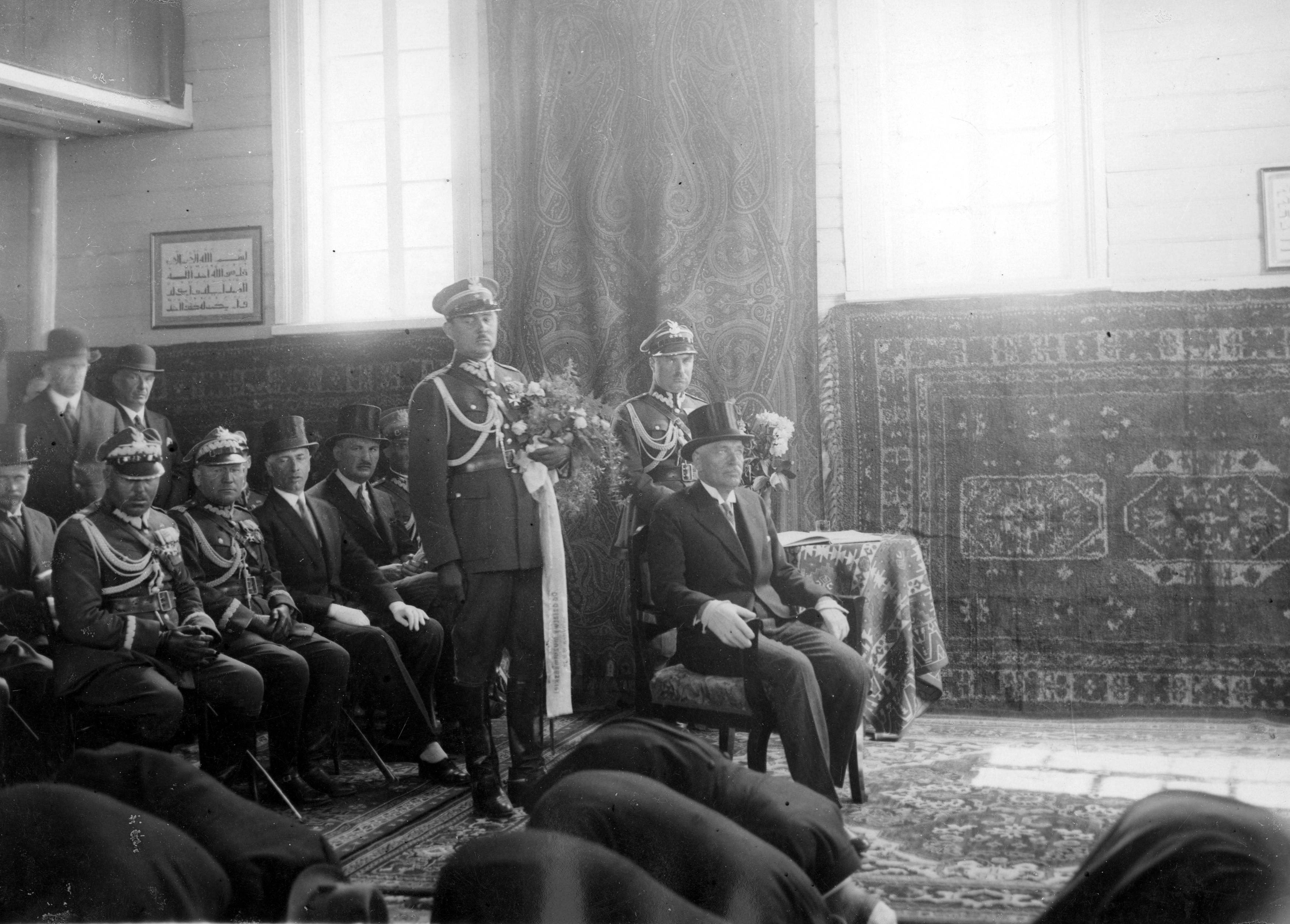
Wizyta prezydenta Mościckiego w meczecie